# Lapidarstil
Lapidarstil (från latinets lapis = sten), stenstil syftade ursprungligen en stil som användes för steninskrifter och liknande, bestående av stora bokstäver, främst latinska inskrifter.
Efter uttryckssättet på dylika inskrifter kallas ofta en korthuggen och kärnfull framställningsform lapidarstil.